# José Ignacio Urenda i Bariego
José Ignacio Urenda i Bariego (Barcelona, 23 d'octubre de 1934 - 16 de desembre de 2003). Advocat i polític català destacat en la lluita antifranquista. En el període democràtic fou regidor de l'Ajuntament de Barcelona, diputat provincial i vicepresident de la Corporació Metropolitana de Barcelona. Delegat del govern central a la Rioja i governador de Logronyo, després governador civil de Lleida. Casat amb Teresa Muñoz (+1978) sense descendència.

## Biografia

### Inicis[3]
Va néixer a Barcelona el 23 d'octubre de 1934 en el si d'una família de Valladolid, fill de José Urenda Miranda, militar mort defensant la República en la batalla del Segre, i de Cecília Bariego Lorenzo (+1982). Era el menor de cinc germans, als que la mare, va tirar endavant amb grans sacrificis. Estudià el batxillerat a l'Institut Jaume Balmes i començà Filosofia i Lletres. Als 18 anys, entra al noviciat jesuïta de Veruela (Terol), del qual en sortí aviat.

### Trajectòria durant el franquisme[5]
Estudià Dret i entrà en contacte amb estudiants cristians i es vincularà a la revista progressista El Ciervo i al Servei Universitari del Treball, on desenvolupà, com a dirigent, una gran activitat participant en els camps de treball de Rodalquilar, Linares, Astúries... on va conèixer a Alfons Carles Comín i Ros, Josep Antoni González i Casanova i Antoni Ribas i Piera, així com en la reconstrucció de barris obrers d'immigració (Montjuïc, L'Hospitalet, etc.). J. I. Urenda intervingué de ple en les accions antifranquistes dels estudiants de Barcelona entre 1955 i 1958. Detingut diverses vegades, ingressà a la presó i fou processat per propaganda il·legal. Expedientat acadèmicament, a l'hora del servei militar va ser destinat al Sàhara poc després de la Guerra d'Ifni.
En 1958, funda la Nova Esquerra Universitària (NEU), embrió a Catalunya del Frente de Liberación Popular (FLP), conegut com “el Felipe”. En tornar d'Àfrica, Urenda es dedicà a l'activitat clandestina de la branca autònoma l'Associació Democràtica Popular de Catalunya (ADPC) antecedent del Front Obrer de Catalunya (FOC). Mentre professionalment treballava al despatx de l'advocat Francesc Casares i Potau, dirigent del MSC.
El 1962 va ser detingut i empresonat a La Model i a Carabanchel arran d'una caiguda general del FLP, relacionada amb el seu impuls al moviment vaguístic d'Astúries, País Basc i Catalunya. Condemnat a tres anys de presó per un consell de guerra, els complí a Sòria on va coincidir amb Manuel Vázquez Montalbán. Fou indultat per la mort de Joan XXIII.
Va ser l'artífex i el dirigent d'una nova formació, el Front Obrer de Catalunya (FOC), i l'eix de noves accions clandestines, centrades en el món obrer i sindical, i on coincidirà amb en Pasqual Maragall, Ernest Maragall, Narcís Serra, Daniel Cando Cando, Josep Maria Vegara, Miquel Roca Junyent… Serà membre del comitè executiu de l'organització. Defensà la personalitat del FOC enfront de les successives temptacions d'entrar en el PSUC o ser un partit trotskysta. Inspirà la declaració ideològica de 1965, que va fer del FOC la força hegemònica de tot el FLP, en la línia de la nova esquerra europea (PSU i PSIUP). En esclatar el FOC, el 1970, en corpuscles ultraesquerrans, Urenda va ser professor ajudant de Teoria de l'Estat a la Universitat de Barcelona sense abandonar l'activitat antifranquista fora de tota militància organitzada.
El primers anys 70 jugarà un paper decisiu en el procés d'unificació del socialisme català. Primer, com un dels ex-dirigents del FOC que integrà el sector més esquerrà de la Convergència Socialista de Catalunya el 1974, i, després, participant en la direcció del Partit Socialista de Catalunya-Congrés (1976) i del Partit dels Socialistes de Catalunya (PSC-PSOE) (1978) com a membre dels seus secretariats i comissions executives per la seva experiència en el front de lluita urbana, així com en els òrgans encarregats d'assolir la definitiva unitat 
socialista. Mentrestant també participà en el projecte d'una Federació de Partits Socialistes d'arreu de l'Estat fins a la seva dissolució.

### L'etapa democràtica
En les primeres eleccions municipals democràtiques de 1979, Urenda fou elegit regidor de l'Ajuntament de Barcelona i diputat provincial. Va ser designat vicepresident de la Corporació Metropolitana de Barcelona, càrrec que li va permetre democratitzar les estructures del vell aparell franquista donant representativitat i oportunitats d'acció als municipis de la comarca. Demostrà de seguida el seu interès per les condicions de vida de llurs habitants, la majoria treballadors d'origen forà, i els problemes materials i morals de la gent, que ell anava coneixent de manera directa i comunicava amb informes rigorosos a l‘autoritat competent.
El primer govern socialista de Felipe González de 1982 el nomenà delegat a La Rioja i governador de Logronyo. El 1986 aconseguí el trasllat al govern civil de Lleida l'etapa més dura del seu periple com a governant, a la vista dels problemes que li tocar enfrontar (pantà de Rialb, contraban andorrà, immigració subsahariana, racisme, droga, atemptats d'Eta a la Vall d'Aran...
El desembre de 1991 torna a Barcelona nomenat per l‘alcalde Pasqual Maragall comissionat d'alcaldia per vetllar pels Drets Civils de la nova immigració a la ciutat de Barcelona. Restarà vuit anys fins a la seva jubilació el 1999. Feu una gran feina creà un observatori sobre l'estat educatiu i sanitari d'aquesta població, redactà informes, practicà contactes amb totes les associacions d'immigrants i les principals ONG, educà la Guàrdia Urbana sobre el tracte degut als nou vinguts, fomentà opinions contràries a la xenofòbia, defensà les minories religioses i ètniques, sobretot la gitana... En 1994 havia creat el programa Barcelona Solidària, que ha donat peu a múltiples activitats de cooperació internacional. Ja jubilat va continuar sent membre de la comissió sobre immigració del Parlament de Catalunya. Era en el moment de la seva jubilació un dels màxims experts en la nova immigració. José Ignacio Urenda va ser un home discret, un home digne que mai va donar importància a la seva aventura personal. Fou el mestre espiritual de dues generacions socialistes, de Pasqual Maragall a Anna Terrón. Va morir el mateix dia que el seu deixeble preferit era designat pel Parlament de Catalunya primer president socialista de la Generalitat de Catalunya.

### Llegat
L'any 2003 l'Ajuntament de Barcelona va batejar amb el seu nom els Jardins José Ignacio Urenda, al barri del Turó de la Peira